# Warwick District
Warwick ist ein District in der Grafschaft Warwickshire in England. Verwaltungssitz ist die Stadt Leamington Spa. Weitere bedeutende Orte sind die Stadt Warwick sowie Bishop’s Tachbrook, Budbrooke, Cubbington, Kenilworth, Lapworth, Radford Semele und Whitnash.
Der Bezirk wurde am 1. April 1974 gebildet und entstand aus der Fusion der Municipal Boroughs Leamington Spa und Warwick, des Urban District Kenilworth und des Rural District Warwick.